# S2
S2 byl televizní kanál společnosti SMG plc, provozovatele Scottish a Grampian Television. Vysílal od roku 1999 do roku 2001.

## Vznik
Kanál začal vysílat 30. dubna 1999 na platformě ONdigital a kabelových NTL a Telewest. V začátcích S2 vysílal od 16.00 do 2.00, sedm dní v týdnu.

## Program
Kanál se zaměřoval, podobně jako ITV2, na mladé lidi od 16 do 34 let. Vlajkovým pořadem kanálu byla zábavní show S2 Live, která se vysílala každý večer. Dále kanál reprízoval drama a dokumentární pořady ze Scottish /Grampian Television. S2 také vysílal sportovní utkání, například ragby.

## Zánik
Ke konci svého života S2 ztratil téměř všechny své vlastní pořady a působil hlavně jako simulcast ITV2, ale nahrazoval logo ITV2 opacitním logem S2.
I když S2 měl skvělé ambice, ukončil vysílání 27. července 2001 v rámci vzniku ITV Digital.
Scottish a Grampian nyní vysílají společně jako STV.